# Żołynia
Żołynia è un comune rurale polacco del distretto di Łańcut, nel voivodato della Precarpazia.
Ricopre una superficie di 56,8 km² e nel 2005 contava 6 773 abitanti.